# 辛努塞尔特一世
辛努塞尔特一世 Senusret I（希腊人称他为塞索斯特利斯一世 Sesostris I；另一埃及名为森沃斯勒 Senwosret，意为“沃斯雷特女神的子民”）古埃及第十二王朝法老（约公元前1970年—约公元前1934年在位）。阿蒙涅姆赫特一世之子。他在当王储时曾领兵攻掠利比亚。后转向南进，占领努比亚地区直至今日之瓦迪哈尔法。又远征利比亚沙漠绿洲及阿拉伯沙漠的金矿区。辛努塞尔特一世遵照其父的遗训，推行中央集权。同时在全国各地开采矿产，新建工程。晚年与儿子共同处政，不久去世。